# Walliswil bei Niederbipp
Walliswil bei Niederbipp är en ort och kommun i distriktet Oberaargau i kantonen Bern, Schweiz. Kommunen har 225 invånare (2023).
Walliswil bei Niederbipp ska inte förväxlas med grannkommunen på andra sidan floden Aare, Walliswil bei Wangen.